# Station Chabris
Station Chabris is een spoorwegstation in de Franse gemeente Chabris.